# Bruto domaći proizvod
Bruto domaći proizvod (BDP, engleski gross domestic product, GDP) je makroekonomski indikator koji pokazuje vrijednost finalnih dobara i usluga proizvedenih u zemlji tijekom dane godine, izraženo u novčanim jedinicama.
BDP se izražava kao tijek proizvodnje (BDP = C + I + G + X, gdje je C = osobna potrošnja, I = investicije, G = državna potrošnja i X = razlika izvoza i uvoza) ili kao tijek prihoda odn. troškova (BDP = w + i + R + Pf + Dp + T, gdje je w = najamnine, i = kamate, R = renta, Pf = Profit, Dp = Amortizacija, T = indirektni porezi)
Neovisno o primijenjenom pristupu uvijek se dobije isti BDP.
BDP ne obuhvaća vrijednost intermedijarnih dobara (dobra koja se upotrebljavaju kao sirovine ili poluproizvodi za proizvodnju drugih dobara) kao ni transferna plaćanja (npr. socijalna pomoć).
Bruto nacionalni proizvod (BNP, engleski Gross national product, GNP) razlikuje se od BDP-a po tome što uzima u obzir vrijednost finalnih dobara i usluga koje su proizveli svi državljani neke države, bez obzira na mjesto stvaranja tih dobara i usluga. Danas se upotrebljava manje od bruto domaćeg proizvoda.
Kada se ostvaruje makroekonomska ravnoteža?
Makroekonomska ravnoteža se ostvaruje kada je agregatna ponuda (AS) jednaka agregatnoj potražnji (AD).
U jednosektorskom modelu: 
```
    Y = C
```

U dvosektorskom modelu: 
```
    Y = C + I ; S = I
```

U trosektorskom modelu: 
```
    Y = C + I + G ;  S =  I + G
```

U četvrosektorskom modelu: 
```
    Y = C + I + G + NX ;  S = C + I + G + NX
```

## Pad BDP-a 2020.
Pandemija COVID-19 je prouzrokovala teški pad gospodarstva te cijena nafte što je dovelo do rata cijena nafte između Rusije i Saudijske Arabije.
U recesiji je došlo do neobično visokih i brzih porasta nezaposlenosti u mnogim zemljama, te nesposobnosti Sjedinjenih Država da računalni sustavi i procesi osiguranja od nezaposlenosti budu u toku s prijavama. Ujedinjeni narodi (UN) predvidjeli su u travnju 2020. da će globalna nezaposlenost u drugom tromjesečju 2020. izbrisati 6,7 posto radnog vremena na globalnoj razini, što je ekvivalent 195 milijuna radnika s punim radnim vremenom.